# Розгін комп'ютерів
Розгін, оверклокінг (від англ. overclocking) — підвищення швидкодії компонентів комп'ютера за рахунок експлуатації їх у форсованих (позаштатних) режимах роботи.

## Критерії штатного режиму роботи комп'ютера
Частота процесора, модулів системної пам'яті, системної шини, графічного процесора та відеопам'яті, а також «таймінги» (від анг. timings — затримки за часом) оперативної і відеопам'яті відповідають номінальним. Частоти повинні відповідати таблицям даних (datasheets) виробника для конкретної моделі. У разі, якщо використовуються відеокарти, модулі пам'яті або материнські плати з зміненими щодо референсних частотами або таймінгами, за штатний приймається такий режим їх роботи, при якому частоти і таймінги відповідають специфікаціям виробників.

## Способи підвищення швидкодії
Для підвищення швидкодії процесорів (як центрального, так і графічного), розгін зводиться до підвищення тактової частоти.
Для підвищення швидкодії пам'яті (в тому числі відеопам'яті) — до підвищення тактової частоти і зниження таймінгів. Для підвищення частоти роботи процесорів і пам'яті використовуються як вбудовані функції BIOS (в тому числі BIOS відеоадаптера), так і програмні засоби. У більшості випадків зростання тактової частоти центрального і графічного процесорів, а також модулів пам'яті супроводжується збільшенням розсіюваної потужності, що призводить до зростання температури розігнаних компонентів. Цьому явищу сприяє також часто застосовуване для підвищення стабільності розігнаних компонентів збільшення напруги живлення. Для зниження негативних ефектів розгону застосовують поліпшені системи охолодження комп'ютерних компонентів.

## Розгін ЦП і пам'яті за допомогою BIOS комп'ютера
BIOS багатьох материнських плат дозволяє експлуатувати центральний процесор і пам'ять у форсованих режимах. Деякі виробники навіть випускають материнські плати, що мають багато пристосувань, що полегшують розгін, таких, як поліпшене охолодження чипсета, компонування елементів спрощує організацію ефективного охолодження, радіатори на імпульсних MOSFET — транзисторах перетворювачів живлення процесора, а також розширені налаштування BIOS зі збільшеними діапазонами регулювання напруг. Популярні у оверклокерів серії материнських плат:
- DFI серії LanParty
- ASUS
- GIGABYTE
- Micro-Star International
- EVGA

Для розгону процесора застосовується зміна множника (параметри Multiplier, CPU Ratio), зміна частоти системної шини (параметри FSB Frequency, Host Frequency, Host Speed і т. д.) або обидві процедури. Розгін пам'яті здійснюється збільшенням частоти, яке, в свою чергу, досягається підбором дільника частоти системної шини (параметри Memory Mode, Memory Speed і т. д.). Розгін пам'яті також здійснюється модифікацією затримок (таймінгів) (параметри TRas, TCas, Precharge Delay і т. д., їх число може доходити, в залежності від моделі материнської плати, до 50).

### Розгін відеокарт за допомогою BIOS відеоадаптера
[[Файл: |thumb|right|250px|Скріншот з програми RivaTuner, що демонструє розгін відеокарти]]
Більшість сучасних відеоадаптерів володіють можливістю модифікації власної BIOS. Модифікований BIOS відеоадаптера може містити підвищені частоти відеопроцесора і-пам'яті, а також змінені таймінги.
Програми, використовувані для модифікації BIOS відеоадаптерів:
- NiBiTor — модифікація BIOS відеокарт NVIDIA
- RaBiT — модифікація BIOS відеокарт ATI
- MDCyber — модифікація BIOS відеокарт ATI+NVIDIA+ALL

Програми, використовувані для відновлення BIOS відеоадаптерів:
- NVFlash — оновлення BIOS відеокарт NVIDIA
- ATI FlashROM — оновлення BIOS відеокарт ATI
- RAMBios — тестування сумісності BIOS з відеоадаптером

### Розгін центрального процесора через розблокування ядра
У промисловому виробництві собівартість виробленого товару обернено пропорційна обсягу виробництва товару. Це також стосується виробництва процесорів. Набагато дешевше виявилося робити процесори з апаратним наявністю, наприклад, чотирьох ядер, але у частини процесорів відключати одне ядро і продавати як дешевші моделі. Коли інформація про це дійшла до виробників материнських плат, вони розробили технологію «розблокування ядра», яка дозволяє це саме заблоковане ядро задіяти. В деяких випадках розблоковані ядра можуть працювати нестабільно. Ця функція є на багатьох сучасних материнських платах.[джерело?]

### Розгін ЦП і відеокарт з ОС
Існує безліч програм, що здійснюють розгін процесора і оперативної пам'яті з-під операційної системи. Таку можливість підтримують не всі материнські плати. Для розгону процесора і оперативної пам'яті під ОС Windows застосовуються такі утиліти:
- SetFSB
- ClockGen

Для моніторингу розігнаної системи найчастіше використовують:
- CPU-Z  [Архівовано 21 травня 2010 у Wayback Machine.] — базові відомості про компоненти комп'ютера
- Native Specialist — повна інформація про процесори AMD64
- NextSensor — моніторинг температур і напруг

Більшість сучасних відеоадаптерів підтримують зміну тактових частот графічного процесора (відеопроцесора) з операційної системи. В останніх версіях драйверів відеоадаптерів компаній ATI та NVIDIA є можливість розганяти відеокарти, не вдаючись до допомоги сторонніх утиліт. Для розгону популярних моделей відеоадаптерів з під ОС Windows використовуються утиліти:
- RivaTuner — розгін і тестування стабільності відеокарт NVIDIA
- ATI Tool — розгін і тестування стабільності відеокарт ATI, протестувати стабільність можна і відеокарти NVIDIA
- ATI Tray Tools — розгін і тестування стабільності відеокарт ATI
- Furmark — він же «бублик» — тестування стабільності. Завантажує систему по максимуму, не рекомендується використовувати навіть в штатних режимах зі слабкими блоками живлення.[джерело?]

З сторонніх утиліт для розгону та налаштування відеопідсистеми можна виділити популярну програму Powerstrip, що підтримуює безліч[які?] відеокарт різних виробників.

### Розгін оперативної пам'яті
Безпосередній розгін динамічної пам'яті зводиться або до підвищення номінальної тактовою частоти оперування мікросхем модулів пам'яті (MEMCLK), або до зміни затримок основних керуючих сигналів — синхроімпульсів, інакше — таймінгів, таких як tCAS#, tRAS#, tRCD# та інших. Для досягнення більш високих частот оперування пам'яті з урахуванням стабільної роботи, як правило, підвищують номінальна робоча напруга на модулях пам'яті (VDDIO). Зміна значень частоти MEMCLK і синхроімпульсів можливо в BIOS Setup материнської плати або з-під ОС Windows з використанням відповідних програм, наприклад, Native Specialist, AMD OverDrive (для процесорів архітектури AMD64) MemSet (Intel). Для зміни таймінгів і тактової частоти оперування двох контролерів DRAM незалежно від режиму їх функціонування (Ganged або Unganged) сучасних процесорів AMD Family 10h, AMD Family 11h, AMD Ontario і AMD Llano можна скористатися оснащенням DCT Tuner утиліти Thaiphoon Burner.
Для постійної фіксації змінених значень частотно-часових параметрів модулів пам'яті необхідно вдатися перепрограмуванню вмісту їх мікросхеми перепрограмованої постійної пам'яті SPD (Serial Presence Detect). Для цих цілей використовується або апаратний, або програмний спосіб. Останній найбільш простий і не вимагає яких-небудь додаткових пристосувань і пристроїв програмування. Перезапис і редагування даних SPD мікросхеми перепрограмованої постійної пам'яті, а також інтеграція профілів автоналаштування NVIDIA EPP 1.0, NVIDIA EPP 2.0 і Intel XMP 1.3 в SPD модулів пам'яті архітектури SDRAM, DDR SDRAM, DDR2 SDRAM, DDR2 FBDIMM і DDR3 SDRAM здійснюється за допомогою утиліти Thaiphoon Burner.

## Критерій стабільності розігнаних компонентів
Основним критерієм стабільності розігнаних компонентів комп'ютера є їх здатність витримувати будь-яку обчислювальну навантаження зі статистичною ймовірністю видати помилку в обчисленнях, що не перевищує таку для компонентів, що експлуатуються в штатному режимі. Оскільки в більшості випадків обчислювальна навантаження на компоненти комп'ютера набагато менше, ніж потенційна обчислювальна потужність, для виявлення помилок в роботі розігнаних компонент (нестабільності) застосовують спеціальні тести.

## Підвищення стабільності розігнаної системи
Для підвищення стабільності розігнаних систем застосовують охолодження і поліпшення відведення тепла, підвищення живлять напруг (і, як наслідок, збільшення подається і розсіюваною потужностей), а також поліпшення якості цих самих напруг. Наприклад установка якісніших конденсаторів з Low-ESR.

### Підвищення напруг живлення з BIOS
BIOS більшості сучасних материнських плат дозволяє змінювати живлячи напруги процесора (параметри VCore, VCPU), північного моста з набору мікросхем материнської плати (параметр Vdd), а також модулів пам'яті (параметри Vdimm, Vmem). Слід пам'ятати, що підняття напруги, особливо при недостатньому охолодженні, може послужити причиною виходу компонента комп'ютера з ладу.

### Підвищення напруг живлення шляхом вольтмоду
Іноді діапазону регулювань напруг, передбачених материнської платою, виявляється недостатньо. В цьому випадку, а також для управління живлячими напругами графічного процесора і пам'яті відеоадаптерів вдаються до модифікації схем живлення (вольт-модифікація, вольт-мод від англ.Voltage modification — зміна напруги). Для цього в схему живлення вносять такі конструктивні зміни, які призводять до підвищення напруги на виходах цих схем. Найчастіше для вольт-модифікації досить змінити номінал резистора в схемі живлення.
Існують також пристрої випущені промислово для модифікації напруг живлення компонент комп'ютера.

## Використовувані оверклокерамисистеми охолодження

### Повітряні системи охолодження

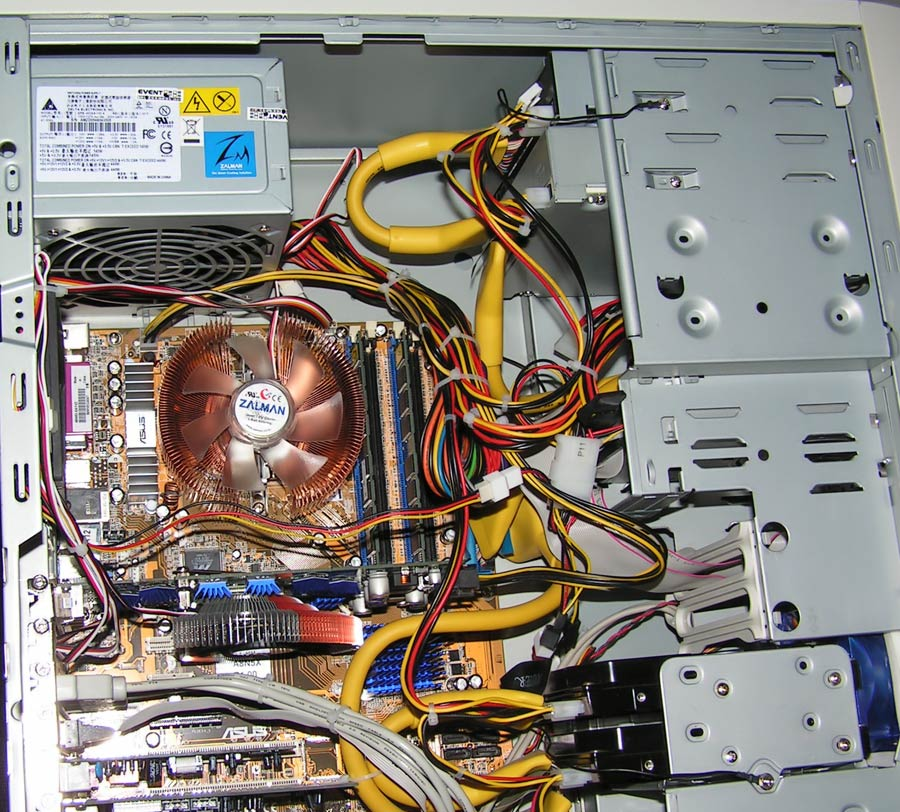
Повітряне охолодження в розігнаної системі

Абсолютна більшість оверклокерів користуються найбільш доступними, повітряними системами охолодження. В основі їх лежить класичний радіатор або кулер.
Радіатори зазвичай застосовуються для охолодження чипів пам'яті і чипсетів материнських плат, оскільки мають достатньо скромними можливостями тепловідведення. Існують і винятки (наприклад, радіатор Ninja виробництва фірми Scythe), коли радіатор з розвиненою поверхнею теплообміну може застосовуватися для охолодження розігнаного центрального процесора.
Кулери, використовувані оверклокерами, найчастіше мають розвинену поверхнею теплообміну (перевищує 3000 см ²), а також можуть оснащуватися великими (понад 80 мм) вентиляторами, тепловими трубками, термоелектричними елементами (елемент Пельтье) або іншими пристосуваннями, що збільшують потужність, яку кулер здатний розсіяти.

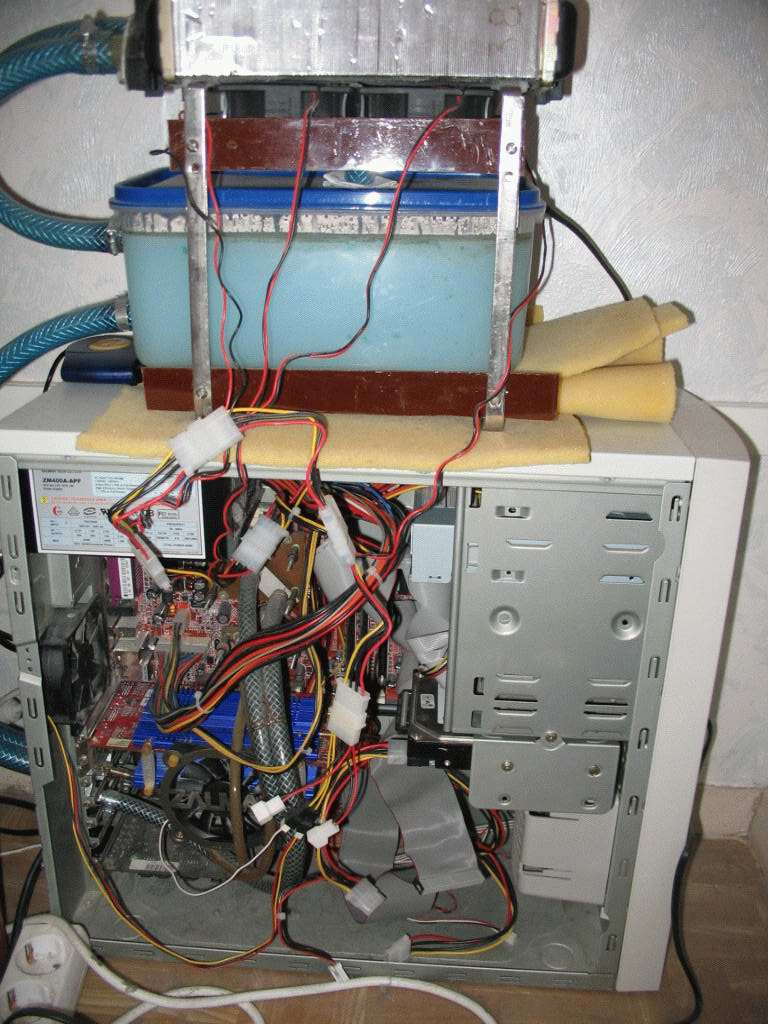
Саморобна СВО

Відомі торгові марки кулерів, використовуваних оверклокерами:
- Thermalright
- Noctua]
- Scythe
- Zalman
- GlacialTech
- ThermalTake
- Titan
- Ice Hammer

### Рідинні системи охолодження
Друге місце за популярністю займають рідинні системи охолодження, основним теплоносієм в яких є рідина. Найбільш часто використовуються системи водяного охолодження (СВО), в яких робочим тілом є вода (дистильована, часто з різними добавками антикорозійного характеру).
Типова СВО складається з:
- Водоблока (ватерблок а, від англ. waterblock), в якому відбувається передача тепла від процесора теплоносію
- Помпи, що прокачують воду по замкнутому контуру системи
- Радіатора, де відбувається віддача тепла від теплоносія повітрю
- Резервуара, який служить для заповнення СВО водою, запобігання ефектів від перепаду тиску через нагрівання охолоджуючої рідини і для інших сервісних потреб
- З'єднувальних шлангів

Одним з варіантів рідинного охолодження комп'ютерів є занурення комп'ютера цілком або його компонентів в масло.

### Інші (екстремальні) системи охолодження
Для охолодження комп'ютерних компонентів, розігнаних до частот, близьких до технологічного межі, можуть застосовуватися 'екстремальні системи охолодження'. До них належать системи, що використовують рідкий азот, рідкий гелій, сухий лід, різні холодоагенти (наприклад, фреон), а також каскадні системи охолодження. У більшості випадків забезпечити тривале функціонування екстремальних систем охолодження їх творці не в змозі, тому звичайне їх застосування — отримання максимальних результатів в бенчмарках і участь в різних оверклокерських змаганнях.

## Перевірка стабільності розігнаних компонентів
Для перевірки стабільності розігнаних компонентів комп'ютера використовують ряд програмних тестів. Жоден з них сам по собі не гарантує 100 % стабільності системи, проте, якщо тест виявив збій в системі або не може пройти до кінця, розгін слід вважати невдалим. Більшість тестів створюють інтенсивну обчислювальне навантаження на різні блоки центрального процесора, системної пам'яті, графічного процесора та набору системної логіки. Тільки комбінація з декількох тестів може служити основою для впевненості у стабільній роботі комп'ютера. Ось деякі з найбільш популярних тестів стабільності:
- CPU-Z Одна з найпопулярніших програм, яка динамічно відстежує і показує інформацію про процесор, чипсети материнської плати, пам'яті. Підтримує функцію реєстрації інформації через Інтернет, для підтвердження автентичності інформації.
- Prime95 — Клієнт мережі розподілених обчислень (проект GIMPS), що володіє потужним вбудованим модулем перевірки стабільності системи. Найчастіше програма виявляє нестабільність там, де інші тести проходять без проблем.
- S&M — Програма тестує стабільність процесора і системної пам'яті, при недостатню якість охолодження процесора або проблемами з пам'яттю можливо зависання комп'ютера.
- SuperPI — Популярний у оверклокерів бенчмарк і тест стабільності, обчислює число Пі до заданої кількості знаків після коми.
- ATI Tool — Програма містить тестовий модуль, що виявляє артефакти нестабільності відеоадаптера.
- ATI Tray Tools — Програма містить тестовий модуль, що виявляє артефакти нестабільності відеоадаптера.
- FutureMark 3DMark — Синтетичний тест продуктивності, інтенсивно навантажувальний графічний і центральний процесори, використовується поряд з іншими тестовими пакетами FutureMark для визначення продуктивності комп'ютера в ігровій тривимірній графіці.
- Aquamark Комплексний тест c використанням графічних технологій, таких як PixelShader 2.0 і т.д
- cpu burn-in Утиліта для перевірки стабільності роботи процесора, що дозволяє задати будь-який час тесту, тим самим дозволяючи випробувати систему охолодження.
- LinX Найпотужніша програма для розігріву та перевірки стабільності процесорів.

В режимах екстремального розгону під час бенчмаркінгу стабільність розігнаних компонентів не так важлива. Головне завдання пройти певний тест на максимальних частотах. В більшості випадків для кожних тестів рівень максимального розгону різний.

## Небезпеки розгону
Розгін є однією з причин передчасного виходу комп'ютерного обладнання з ладу, тому користувач експлуатує апаратне забезпечення комп'ютера у форсованому режимі на свій страх і ризик (за винятком тих випадків, коли розгін передбачений виробником, наприклад, в деяких модулях пам'яті Corsair. Небезпеки розгону в більшості випадків можна подолати, використовуючи якісні системи охолодження, нарощуючи частоту повільно і з постійним контролем стабільності.

## Оверклокерські змагання
Останнім часом у всьому світі все частіше і частіше проводяться змагання оверклокерів, перед учасниками яких ставиться мета — домогтися максимальної продуктивності від комп'ютера, яке експлуатується в форсованому режимі. Ініціаторами та спонсорами подібних конкурсів найчастіше виступають компанії-виробники систем охолодження, а також материнських плат, процесорів і графічних чипів.
Світовий рейтинг оверклокінгу, де проявити себе може кожен — http://hwbot.org/ [Архівовано 9 травня 2012 у Wayback Machine.].